# Рамирес, Алексей
Алексей Фернандо Рамирес (исп. Alexei Fernando Ramírez; родился 22 сентября 1981 года в городе Пинар-дель-Рио) — кубинский бейсболист, выступающий за клуб Главной лиги бейсбола «Чикаго Уайт Сокс». Играет на позиции шортстопа или игрока второй базы. В составе сборной Кубы становился олимпийским чемпионом в 2004 году и участвовал в Мировой бейсбольной классике в 2006 году. До приезда в США выступал на Кубе за бейсбольный клуб «Пинар-дель-Рио». Имеет прозвища «Пиринело» («Малыш») и «Кубинская ракета».

## Личная жизнь
Алексей и его жена Милдред имеют трёх детей: Алексея младшего, Алексию и Алекси.